# Jack Coleman
Jack Coleman (Easton, 21 de fevereiro de 1958) é ator e escritor de guiões(roteirista) norte-americano, mais conhecido pelos papéis que representou nas telenovelas "Days of our Lives" e "Dynasty".
Uma curiosidade interessante é o fato de ele ser descendente direto do grande inventor americano Benjamin Franklin.
Em 2011 fez uma participação no episódio Politicagem na série House MD, interpretando um consultor politico chamado Joe Dungan.
Actualmente está no elenco da série televisiva "Heroes", onde interpreta Mr. Bennet, o pai adotivo de Claire Bennet, que trabalha para uma companhia oculta que investiga as pessoas com as habilidades sobre-humanas.